# Brown & Sharpe
Brown & Sharpe è un'azienda statunitense facente parte del gruppo svedese Hexagon AB, specializzata nella metrologia e nella strumentazione scientifica-tecnica. Durante il XIX e XX secolo, Brown & Sharpe è stata una delle principali aziende produttrici di utensili per meccanica e strumenti di misura per meccanica, come micrometri e comparatori. Ha creato alcuni standard industriali come:
- Brown & Sharpe wire gauge ovvero l'American wire gauge (AWG);
- Brown & Sharpe taper;
- Filettatura Brown & Sharpe per vite senza fine.

## Storia

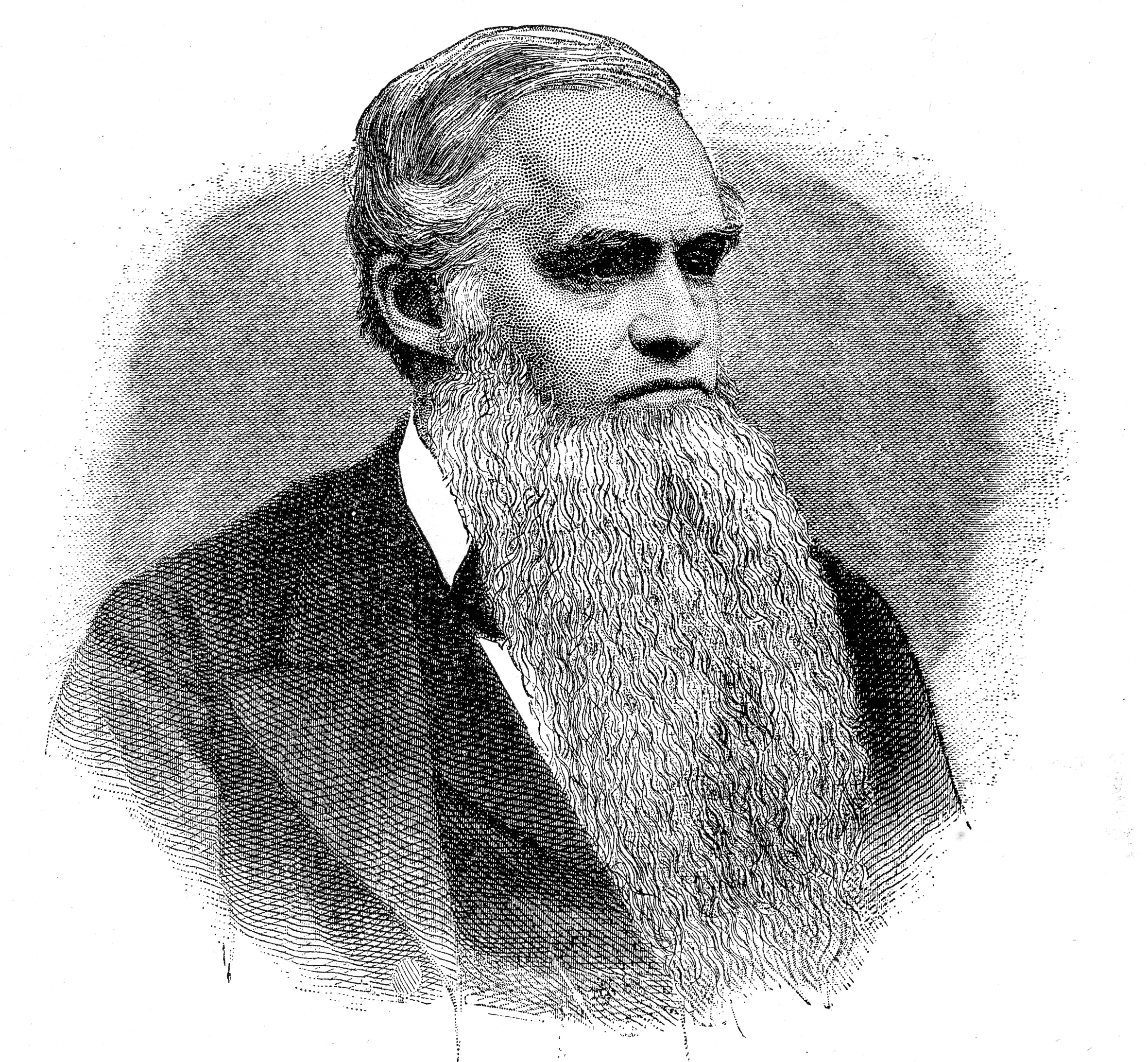
Joseph R. Brown, nel 1886

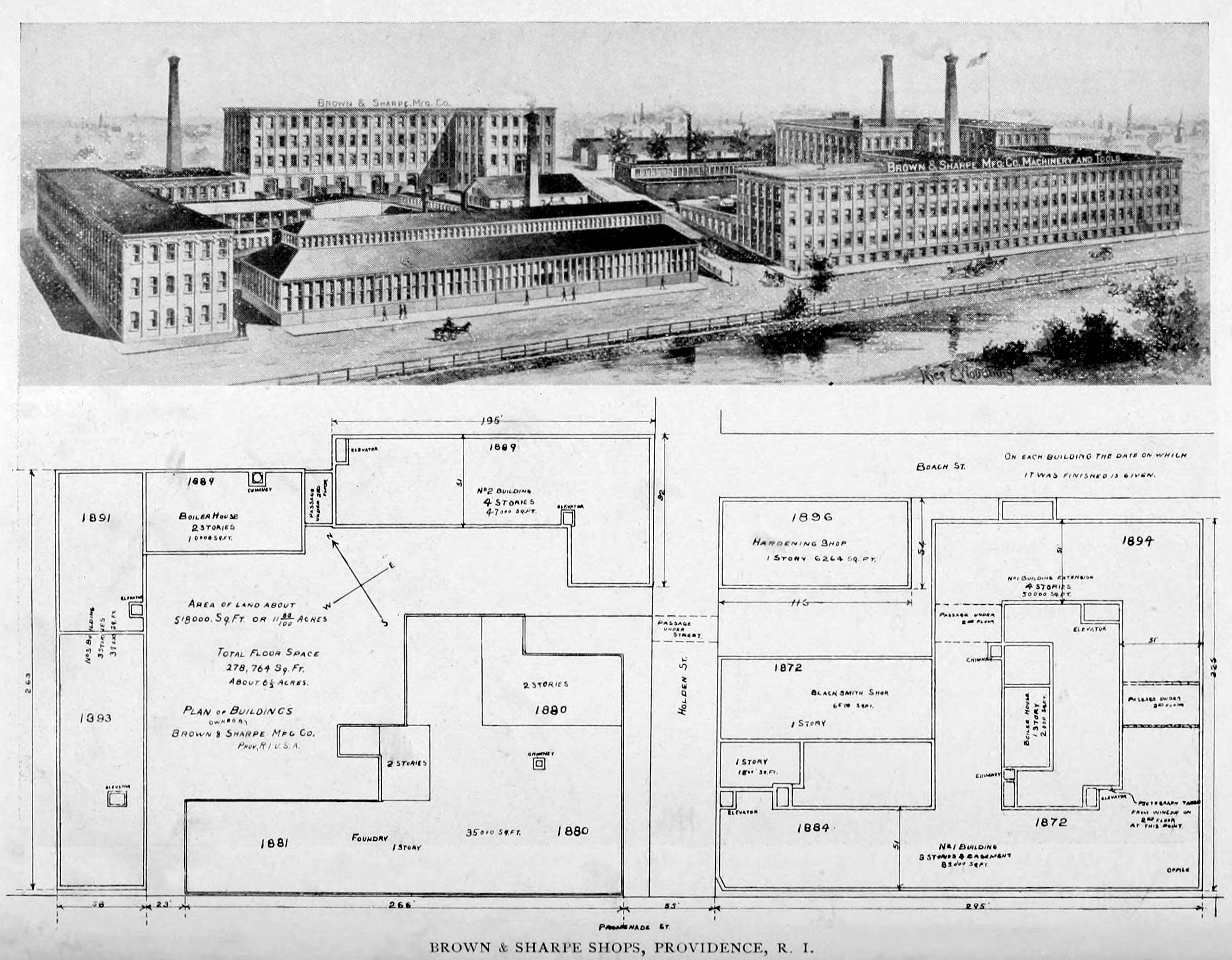
Browns & Sharpe Shops, Providence RI, 1896

Brown & Sharpe fu fondata nel 1833 sulla South Main Street a Providence, Rhode Island da David Brown e figlio, Joseph R. Brown. Il primogenito si ritirò nel 1841, e il giovane Brown formò una società con Lucian Sharpe nel 1853, dando il nome alla società.
Vennero creati sistemi innovativi come la prima macchina automatica per fabbricare la scala graduata (1850) e la macchina per l'intaglio di ingranaggi (1855).
La società divenne incorporated nel 1868. Nel 1866 Samuel Darling entrò in società creando la Darling, Brown and Sharpe fino all'uscita di Darling nel 1892.
Nel 1872, la società si trasferì da Main Street a Woonasquatucket River a Smith Hill (Providence), Rhode Island. L'edificio fu disegnato nel 1872 da Thomas McFarlane dipendente dell'azienda.

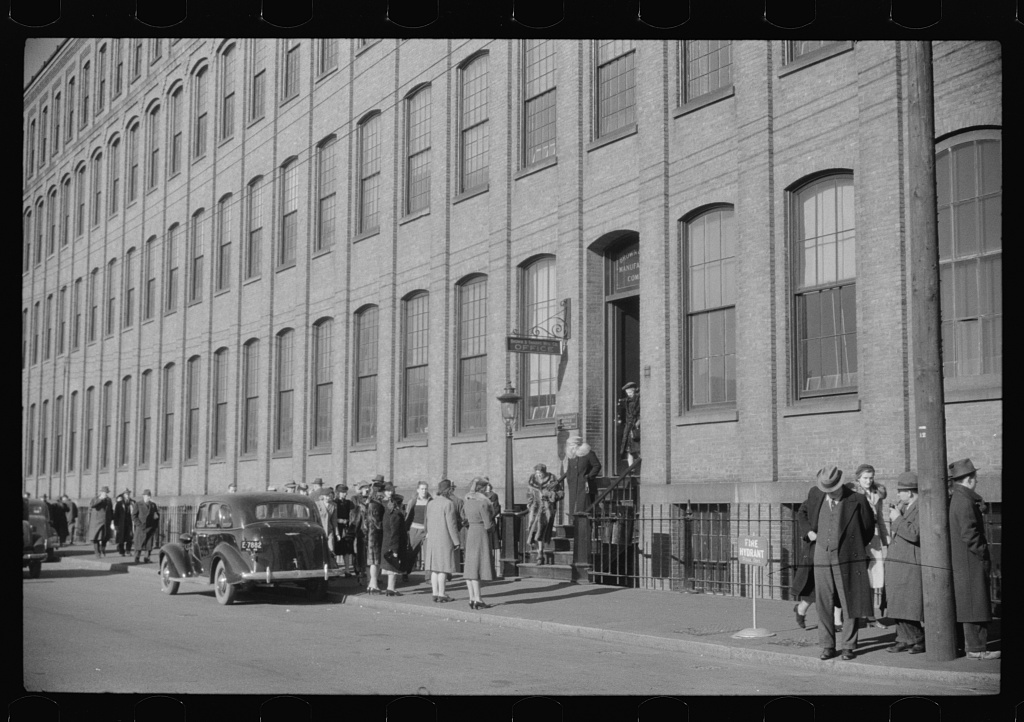
Operai della Brown and Sharpe Manufacturing Company, dicembre 1940. Foto Jack Delano

Vi fu recessione dopo la prima guerra mondiale e durante la grande depressione. Solo verso il riarmo degli anni '30 e la successiva seconda guerra mondiale, permise di aumentare il fatturato.
Brown and Sharpe continuò nello sviluppo di utensili e strumenti di misurazione come calibri ed altro.
Dopo il secondo conflitto mondiale, Henry D. Sharpe, Jr. divenne presidente della Brown & Sharpe Manufacturing Company.
L'azienda raggiunse il picco di numero di dipendenti durante il periodo bellico, con 11.000 individui, che scesero a 3.394 nel 1976.
Il 22 marzo 1982 vi fu una manifestazione di protesta con 800 picchetatori, che vennero dissolti dalla polizia con gas lacrimogeni. Il Governatore J. Joseph Garrahy si scusò pubblicamente per l'accaduto. Lo sciopero continuò ad oltranza e molti lavoratori lasciarono l'azienda.
La società si concentrò negli anni '80-'90 solo sulla strumentazione di misura, oramai digitale. Nel 1994 Brown & Sharpe acquisì la italiana DEA. 
Nel 2001, Brown & Sharpe Manufacturing Company venne ceduta alla Hexagon AB.